# Phyllophaga rzedowskiana
Phyllophaga rzedowskiana är en skalbaggsart som beskrevs av Aragon och Moron 2003. Phyllophaga rzedowskiana ingår i släktet Phyllophaga och familjen Melolonthidae. Inga underarter finns listade i Catalogue of Life.